# 兵部省

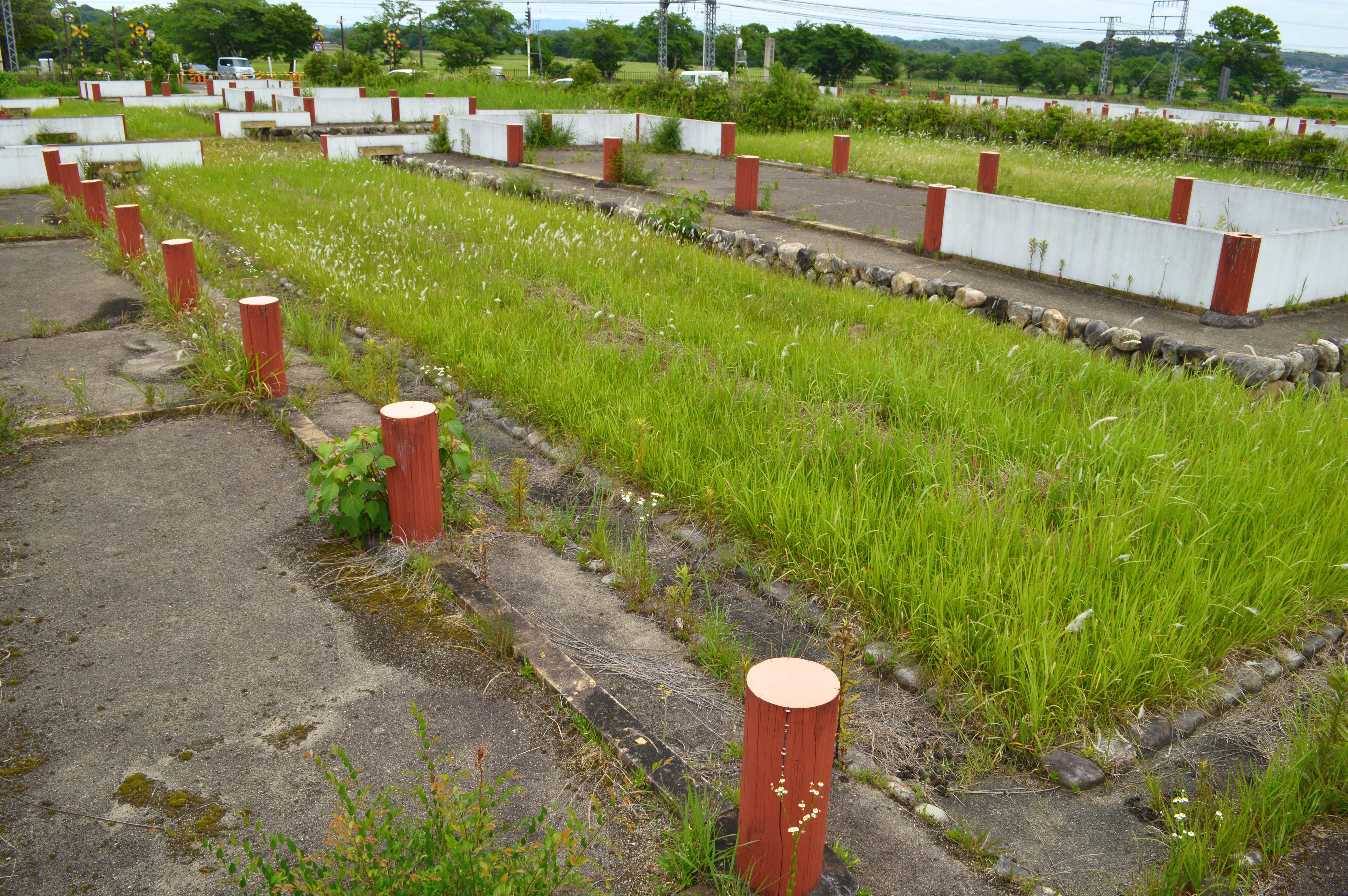
平城宮 兵部省跡

兵部省（ひょうぶしょう、つわもののつかさ、都波毛乃乃都加佐）とは、律令制下の八省の一つ。内外の武官の人事考課、選叙（叙位及び任官）諸国の衛士の管理、武器の管理など、軍事防衛関連事項の一切を司る。令制では五司､後に一司（隼人司）を管掌する。しかし、鎌倉時代以降は、征夷大将軍に実権が移り、職務は限られた。

## 職員
兵部省の長官である兵部卿は正四位下相当だが、大体公卿の兼官となっている。親王等の皇族がこの官職に就任することも多く、その場合その皇族は兵部卿宮と呼ばれた。寛仁3年（1019年）に敦平親王が大宰帥に遷された後の任命はなく、大治5年（1130年）には公卿が任官されている。14世紀に守良親王・邦省親王・煕明親王・邦世親王の4名の皇族が任命されているが、いずれも一時的なものに終わり、公卿の官職として定着した。ちなみに武家では戦国大名である大内義隆が唯一、兵部大輔から兵部卿にまで昇っている。
大輔以下の四等官の定員は以下のとおり
- 兵部大輔（正五位下相当） - 各1人
- 兵部少輔（従五位下相当） - 各1人
- 兵部大丞（正六位下相当） - 1人
- 兵部少丞（従六位上相当） - 2人
- 兵部大録（正七位上相当） - 1人
- 兵部少録（正八位上相当） - 3人

註：大輔・少輔には後に権官も設置された
- 史生
- 省掌
- 使部
- 直丁
- 武散位（文官は散位寮が管轄）

### 任官者一覧

#### 兵部少輔
| 氏名 | 在任期間                           | 備考                       |
| ---- | ---------------------------------- | -------------------------- |
| 源直 | 天安2年5月11日（858年6月15日） - ? | 従五位下→従五位上 のち参議 |

## 兵部省被官の官司
- 兵馬司（ひょうまし） - 左右馬寮に併合される
- 鼓吹司（くすいし） - 兵庫寮に併合される
- 造兵司（ぞうへいし） - 兵庫寮に併合される
- 主鷹司（しゅようし） - 廃止
- 主船司（しゅせんし） - 廃止
- 隼人司（はやひとのつかさ） - 衛門府より移管される